# Rue Deschambault

Rue Deschambault est le quatrième roman de l'écrivaine manitobaine Gabrielle Roy, paru en 1955, qui lui a valu son deuxième Prix du gouverneur général du Canada.[réf. nécessaire]
Le roman est composé de dix-huit récits où Gabrielle Roy s'inspire de sa jeunesse manitobaine et relate l'apprentissage d'un écrivain autour du personnage de Christine.
La description des personnages et des lieux, des événements de la vie quotidienne, la fracture sociale entre les communautés françaises et canadienne, la vocation semi-autobiographique de Gabrielle Roy, l'évolution du personnage principal de son enfance jusqu'à sa vie d'adulte inscrit le roman selon la critique littéraire dans le mouvement réaliste.
Le roman a été publié pour la première fois en français par Beauchemin en 1955 et traduit en anglais et en italien.
Une traduction anglaise de Harry L. Binsse, sous le titre Street of Riches, a été publiée par McClelland et Stewart en 1957.